# Маргарета фон Золмс-Лаубах
Маргарета фон Золмс-Лаубах (на немски: Margarethe zu Solms-Laubach; * 16 октомври 1604 в Лаубах, † 6 ноември 1648 в Дармщат) е графиня от Золмс-Лаубах и чрез женитба графиня на Щолберг-Ортенберг-Вернигероде.
Тя е дъщеря на граф Алберт Ото I фон Золмс-Лаубах (1576 – 1610) и съпругата му принцеса Анна фон Хесен-Дармщат (1583 – 1631), дъщеря на ландграф Георг I фон Хесен-Дармщат и Магдалена фон Липе.
По-голяма сестра е на Елеонора (1605 – 1633), омъжена 1627 г. за маркграф Фридрих V фон Баден-Дурлах, Христиана (1607 – 1638), омъжена 1632 г. за граф Емих XIII фон Лайнинген-Дагсбург, и на граф Алберт Ото II фон Золмс-Лаубах (1610 – 1639), женен 1631 г. за Катарина Юлиана фон Ханау-Мюнценберг.
Тя умира на 6 ноември 1648 г. в Дармщат и е погребана във Франкфурт на Майн.

## Фамилия
Маргарета се омъжва на 26 март 1623 г. в Лаубах за граф Хайнрих Фолрад фон Щолберг-Ортенберг-Вернигероде (* 13 юли 1590 във Вернигероде; † 4 октомври 1641 във Франкфурт на Майн), син на граф Лудвиг Георг фон Щолберг-Ортенберг и Сара фон Мансфелд-Хинтерорт. Тя е втората му съпруга. Двамата имат децата:
- Анна Елизабет (1624 – 1668), омъжена на 2 май 1649 г. в Кведлинбург за граф Хайнрих Ернст I фон Щолберг-Вернигероде (1593 – 1672)
- Хенрика (1627 – 1635)
- София Урсула Елеонора (1628 – 1675), омъжена на 18 януари 1655 г. в Пльотцкау за княз Лебрехт фон Анхалт-Кьотен (1622 – 1669), син на княз Август фон Анхалт-Пльоцкау и Сибила фон Золмс-Лаубах
- Сибила (1632 – млада)
- Густавина Мария (1633 – 1637)